# 里夏德·奥斯瓦尔德
里夏德·奥斯瓦尔德（Richard Oswald，1880年11月5日—1963年9月11日）是一位奥地利电影导演、制片人、编剧。里夏德·奥斯瓦尔德出生在维也纳，最早在维也纳从事戏剧表演工作。34岁时，他执导了自己的首部电影（《铁十字勋章》，1914年）。身为犹太裔的奥斯瓦尔德后来为逃离納粹德國迫害而流亡国外，先來到德占法国，后移民美国。二战结束后，奥斯瓦尔德返回德国，最终于1963年在西德杜塞尔多夫去世。